# Dig Your Own Hole
Dig Your Own Hole — другий студійний альбом британського електронного дуету The Chemical Brothers, виданий 7 травня 1997 року на лейблах Virgin Records та Freestyle Dust. До запису альбому як вокалісти долучились Ноел Галлахер з гурту Oasis та Бет Ортон. На чорно-білій обкладинці зображений один з фанів гурту. У 1998 році журна Q поставив альбом на 49 місце у списку найкращих альбомів усіх часів. У 2000 році це ж видання помістило Dig Your Own Hole на 42 місце у списку 100 найкращих альбомів Великої Британії усіх часів.
У 2004 році альбом був перевиданий у вигляді бокс-сету 2CD Originals разом з альбомом 1995 року Exit Planet Dust на лейблі EMI. 21 січня 2000 року видання отримало платиновий статус за даними Британської асоціації виробників фонограм.

## Сингли
До альбому входило 6 синглів:
- Треки It Doesn't Matter та Don't Stop the Rock були представлені 1 червня 1996 на вінілових платівка для Electronic Battle Weapon 1 та Electronic Battle Weapon 2 відповідно;
- Setting Sun — виданий 30 вересня 1996 у вигляді першого офіційного синглу альбому. Досяг першого місця у Великій Британії;
- Where Do I Begin — реліз відбувся на початку 1997 року;
- Block Rockin' Beats виданий 24 березня 1997 року. Досяг першого місця у чартах Великої Британії;
- Elektrobank — виданий 8 вересня 1997 року, досяг 17 місця у чартах Великої Британії;
- The Private Psychedelic Reel — виданий 1 грудня 1997 році як «спеціальний» сингл;

## Список треків
Слова та музика, The Chemical Brothers.
| Dig Your Own Hole | Dig Your Own Hole                        | Dig Your Own Hole |
| #                 | Назва                                    | Тривалість        |
| ----------------- | ---------------------------------------- | ----------------- |
| 1.                | «Block Rockin' Beats»                    | 5:14              |
| 2.                | «Dig Your Own Hole»                      | 5:27              |
| 3.                | «Elektrobank»                            | 8:18              |
| 4.                | «Piku»                                   | 4:54              |
| 5.                | «Setting Sun» (Ноел Галлахер)            | 5:29              |
| 6.                | «It Doesn't Matter»                      | 6:14              |
| 7.                | «Don't Stop the Rock»                    | 4:50              |
| 8.                | «Get Up on It Like This»                 | 2:47              |
| 9.                | «Lost in the K-Hole»                     | 3:52              |
| 10.               | «Where Do I Begin» (за участю Бет Ортон) | 6:56              |
| 11.               | «The Private Psychedelic Reel»           | 9:22              |
| 63:22             |                                          |                   |